# 新日本仙台ボクシングジム
新日本仙台ボクシングジム（しんにほんせんだい―）は、宮城県仙台市青葉区に所在する日本プロボクシング協会加盟ジムである。仙台市内で唯一のプロボクサー養成可能なジム。

## 概略
千葉隆が会長を務めた仙台ボクシングジムが母体。
仙台ジム時代はチバ・アルレドンド、仙台モンティエル、伊達ピント、佐藤健太ら外国人ボクサーを輸入していたことで知られる。また、佐藤仁徳を東洋太平洋王座に挑戦させたこともある。
その後、新日本プロモーション（新日本木村ボクシングジム）の支援で現ジム名に改称。後に宮城県アマチュアボクシング連盟副会長を務めていた佐藤重春が会長に就任。
現在は重春の息子である佐藤春基が会長。木村ジムの看板選手だった地元出身の小野淳一がチーフトレーナーを務めている。